# میرزا جعفر ریاض همدانی
میرزا جعفر ریاض همدانی خطاط، شاعر و نویسندهٔ قرن سیزدهم هجری بود. وی در شهر همدان متولد شد. نخست او نزد ابوالقاسم ذوالریاستین تحصیل کرد و بعد از مرگ استادش به تهران سفر نمود بعد از مدتی در انزوا زیستن، امیرکبیر او را شناخت و برکشید. ریاض از شاعران و نثرنویسان عهد محمدشاه و ناصرالدین‌شاه بود. نخستین تحقیقات منتشر شده بر زندگی او توسط یاور همدانی صورت گرفت که در مجله ارمغان خرداد ۱۳۴۶ به چاپ رسید.

## آثار ریاض همدانی
وی صاحب مقالاتی به سبک بدیع‌الزمان همدانی  و مقامات حمیدالدین بلخی است و کتابی نیز به نام گنج شایگان دارد که در آن از گلستان سعدی و پریشان قاآنی تقلید کرده‌است. میرزا جعفر به دو زبان فارسی و عربی شعر می‌گفته و در نجوم و هندسه و حساب نیز دست داشته‌است و به قولی رساله‌ای در موسیقی نیز داشته و در نگارش خطوط نسخ و شکسته توانا بوده‌است. از آثار چاپ شدهٔ وی: غزلیات ریاض، الف لیله و  دیوان شعر است. او بعد از مرگ امیرکبیر بیمار شد و در سن جوانی در سال ۱۲۶۸ قمری چشم از جهان فروبست.
رضاقلی‌خان هدایت اشتباهاً او را ریاض بروجردی نام برده‌است. با توجه به اینکه خود ریاض در اشعارش، خود را پروردهٔ همدان دانسته، این نظر صحیح نیست.